# Винокуров, Василий Иосифович
Васи́лий Ио́сифович Виноку́ров (1 января 1916 — 3 июля 1979) — старшина Рабоче-крестьянской Красной Армии, участник Великой Отечественной войны, Герой Советского Союза (1945).

## Биография
Родился 1 января 1916 года в селе Нижняя Ирга (ныне — Красноуфимский район Свердловской области) в крестьянской семье. Русский. Окончил начальную школу.
В 1937 году призван на службу в Рабоче-крестьянскую Красную Армию. В 1939 году демобилизован, после чего работал слесарем-монтажником в «Союзмуке», затем на заводе «Уралмаш».
В 1943 году повторно был призван на службу в армию и направлен на фронт Великой Отечественной войны. Проходил службу в кавалерии, затем в бронетанковых войсках. В боях три раза был ранен. К апрелю 1945 года старшина Василий Винокуров был старшиной роты моторизованного батальона автоматчиков 91-й танковой бригады 9-го механизированного корпуса 3-й гвардейской танковой армии 1-го Украинского фронта. Отличился во время боёв в Германии.
21 апреля 1945 года в ходе боя за посёлок Клаусдорф к югу от Берлина Винокуров вместе с группой бойцов прорвался в траншею и очистил её от противника, лично уничтожив в рукопашном бою 11 вражеских солдат и офицеров. Во время штурма Берлина Винокуров в составе танкового десанта вышел в тыл вражеским артиллерийским подразделениям. Благодаря его действиям орудия противника ни разу не выстрелили, а артиллерийские расчёты были взяты в плен.
Указом Президиума Верховного Совета СССР от 27 июня 1945 года за «мужество и героизм, проявленные в боях за Берлин» старшина Василий Винокуров был удостоен высокого звания Героя Советского Союза с вручением ордена Ленина и медали «Золотая Звезда» за номером 6776. Также награждён орденами Отечественной войны 2-й степени и Красной Звезды, а также рядом медалей.
После окончания войны Винокуров был демобилизован. Проживал в Свердловске, работал мастером на заводе «Уралмаш».
Умер 3 июля 1979 года, похоронен на Широкореченском кладбище Екатеринбурга.